# Пьямонте
Пьямонте (исп. Piamonte) — город и муниципалитет на юго-западе Колумбии, на территории департамента Каука. Входит в состав Южной провинции.

## История
Поселение, из которого позднее вырос город, было основано 2 июля 1959 года. Муниципалитет Пьямонте был выделен в отдельную административную единицу в 1996 году.

## Географическое положение
Город расположен в южной части департамента, в предгорьях Центральной Кордильеры, к северу от реки Инчеяка (приток Какеты), на расстоянии приблизительно 148 километров к юго-востоку от города Попаян, административного центра департамента. Абсолютная высота — 339 метров над уровнем моря.
Муниципалитет Пьямонте граничит на северо-западе с территорией муниципалитета Санта-Роса, на севере — с территорией департамента Уила, на востоке — с территорией департамента Какета, на юге и юго-западе — с территорией департамента Путумайо. Площадь муниципалитета составляет 1148,8 км².

## Население
По данным Национального административного департамента статистики Колумбии, совокупная численность населения города и муниципалитета в 2015 году составляла 7347 человек.
Динамика численности населения муниципалитета по годам:
| 2005 | 2006 | 2007 | 2008 | 2009 | 2010 | 2011 | 2012 | 2013 | 2014 | 2015 |
| ---- | ---- | ---- | ---- | ---- | ---- | ---- | ---- | ---- | ---- | ---- |
| 7083 | 7137 | 7158 | 7146 | 7160 | 7185 | 7204 | 7241 | 7273 | 7303 | 7347 |

Согласно данным переписи 2005 года мужчины составляли 54 % от населения Пьямонте, женщины — соответственно 46 %. В расовом отношении белые и метисы составляли 78,5 % от населения города; индейцы — 19,9 %; негры, мулаты и райсальцы — 1,6 %.
Уровень грамотности среди всего населения составлял 82,1 %.

## Экономика
Большинство населения занято в сельском хозяйстве.